# Zajezierze (województwo mazowieckie)
Zajezierze – wieś sołecka w Polsce położona w województwie mazowieckim, w powiecie kozienickim, w gminie Sieciechów. Jest największą wsią w gminie.
Położona jest w dolinie środkowej Wisły na jej lewym brzegu, naprzeciw miasta Dęblin, od którego jest oddzielona dwoma mostami, drogowym i kolejowym. Przez wieś przebiega droga krajowa nr 48 jak również szlak kolejowy nr 26 Łuków – Radom – stacja kolejowa Zajezierze koło Dęblina.
W latach 1957–1975 miejscowość jako gromada należała administracyjnie do powiatu kozienickiego będącego częścią województwa kieleckiego.
Natomiast w latach 1975–1998 miejscowość należała do województwa radomskiego.
Wieś jest siedzibą rzymskokatolickiej parafii Matki Bożej Nieustającej Pomocy.

## Części wsi
| SIMC    | Nazwa (oboczna)       | Rodzaj    |
| ------- | --------------------- | --------- |
| 0636175 | Gorczaków (Garczaków) | część wsi |
| 0636181 | Kamelanka (Kamelonka) | część wsi |
| 0636198 | Praga                 | część wsi |

## Wartości przyrodnicze i krajobrazowe
Wieś położona jest w zakolu utworzonym przez środkową Wisłę. Rozległe nadwiślańskie łęgi chronione w Europejskiej Sieci Ekologicznej Natura 2000 jako obszar specjalnej ochrony (OSO) sygnowany PLB140004 Dolina Środkowej Wisły są istotną zaletą środowiskową tej okolicy. Jest to ostoja ptaków wodno-błotnych. Również siedlisko ryb słodkowodnych i wielu innych drobnych zwierząt.
Ten odcinek Wisły zachowuje charakter rzeki roztokowej, z licznymi wyspami w formie łach piaszczystych lub porośniętych roślinnością, zaroślami wierzbowymi i topolowymi. Pobliskie brzegi rzeki zajmują często zarośla wikliny, niekiedy łąki i pastwiska. Są tu również fragmenty lasów łęgowych.
Tereny Zajezierza pozostawały i pozostają ciągle w zasięgu wód powodziowych, które podczas zalewu nanoszą i osadzają żyzny muł. Interesujący krajobraz ukształtowany został w przeszłości zmianami koryta rzeki Wisły.

## Zabytki, pomniki

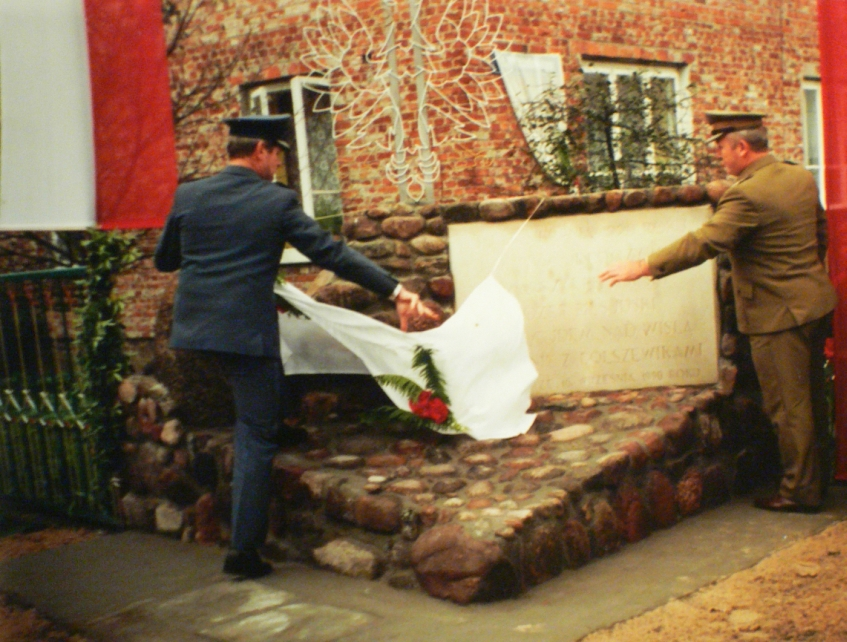
odsłonięcie pomnika J. Piłsudskiego

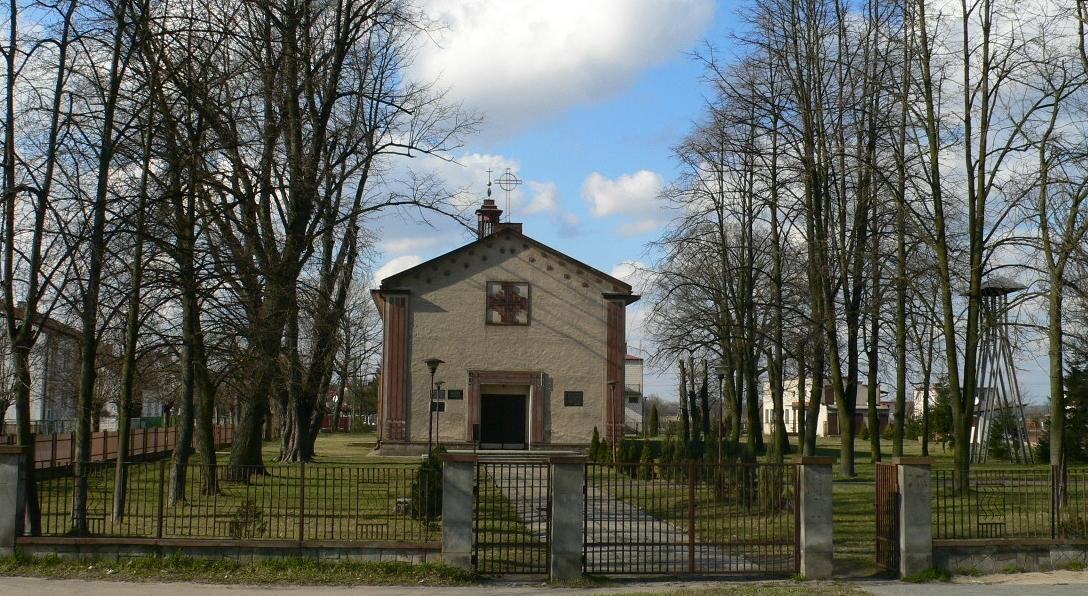
Kościół Matki Bożej Nieustającej pomocy

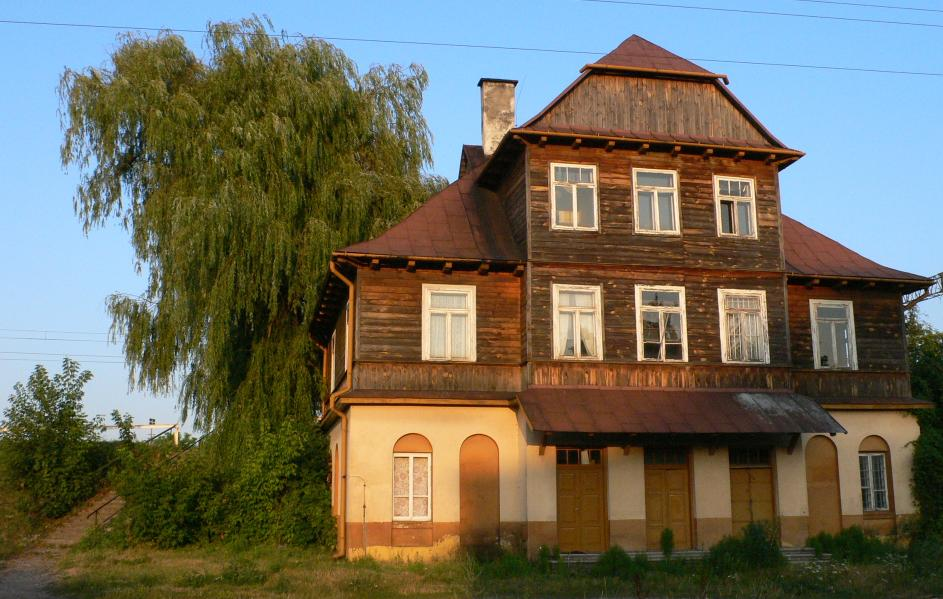
Dworzec PKP w Zajezierzu

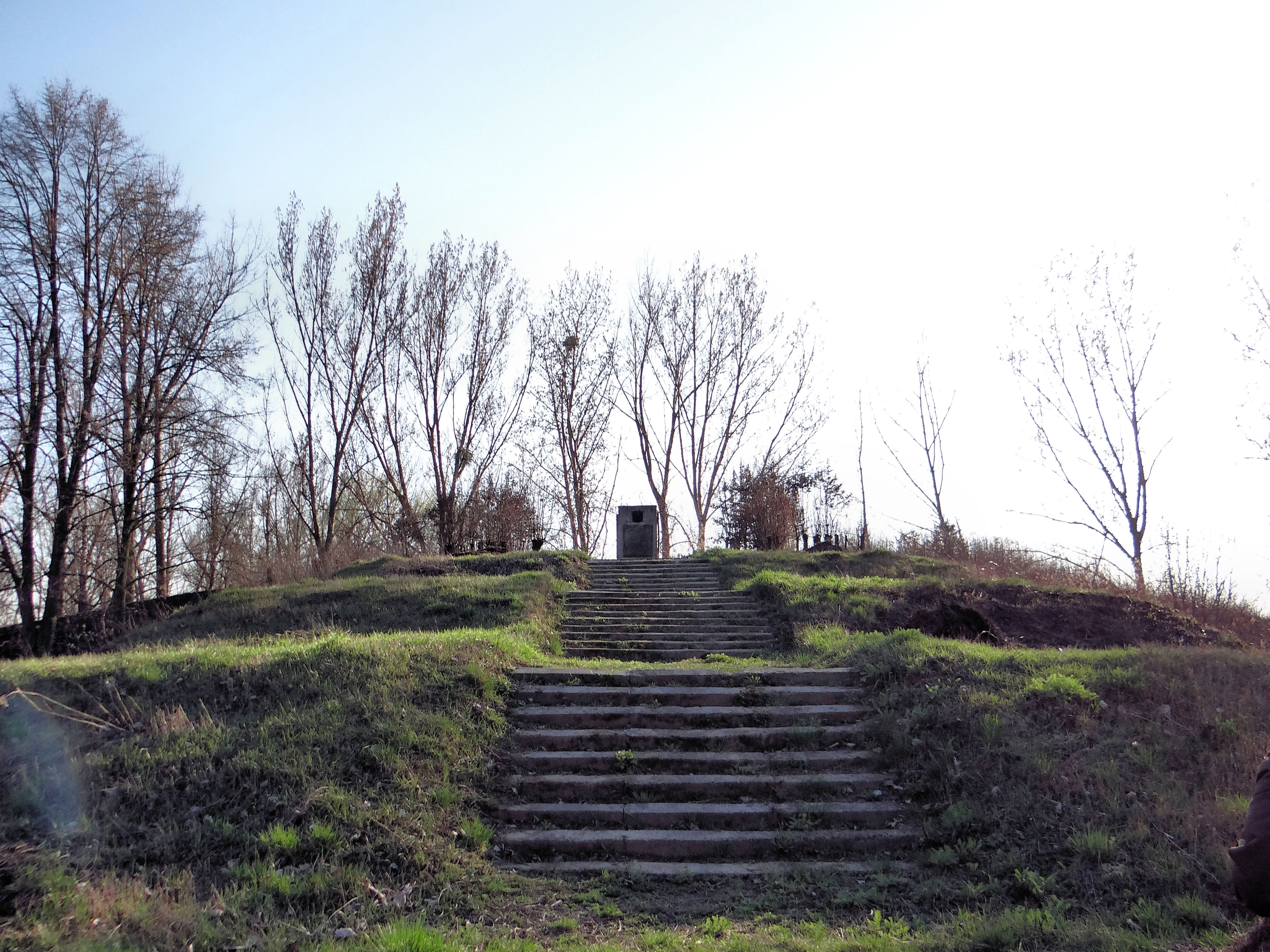
Kurhan kpr. Michała Okurzałego w Zajezierzu

- Pomnik upamiętniający pobyt Marszałka Polski Józefa Piłsudskiego w Zajezierzu w dniu 13 sierpnia 1920 roku podczas kampanii wojennej w wojnie polsko-bolszewickiej. Umieszczony przy głównym skrzyżowaniu dróg przy ulicy Józefa Piłsudskiego odsłonięty został dnia 13 sierpnia 1990 roku. W pomnik wbudowano spory kamień narzutowy na którym Marszałek odpoczywał.
- Pomnik-płyta pamiątkowa 28 PAL upamiętniający poległych i pomordowanych żołnierzy 28 Pułku Artylerii Lekkiej. Usytuowany na cmentarzu przykościelnym. Odsłonięty 17 września 1989 roku.
- Kościół Matki Boskiej Nieustającej Pomocy.
- Pomniki przyrody: 3 dęby szypułkowe, rosnące w pobliżu kościoła, osiągające wiek około 150 lat.
- Pozostałości niegdyś okazałego parku z cennym drzewostanem (klony, jawory, topole, lipy, kasztanowce, wierzby itp.) w którym istniał niewielki stawek, a w latach powojennych odbywały się zabawy taneczne i imprezy artystyczne.
- Ślady wczesnośredniowiecznego słowiańskiego grodziska.
- Stary port nad Wisłą obok mostu kolejowego zwanego "żelaznym".
- Fragmenty fortów Twierdzy Dęblin (Iwanogród): m.in. fortu "Borek", Głusiec", czy "Bema Wannowskiego".
- Zabytkowy budynek dworca kolejowego z 1917 roku.
- Zabytkowy młyn przy ulicy Józefa Piłsudskiego.
- Kurhan kpr. Michała Okurzałego z 1944 r. i tablica upamiętniająca kpr. M. Okurzałego na budynku szkoły podstawowej.

## Sport
We wsi działa, założony w 2000 r., klub piłkarski WKS Zajezierze. W sezonie 2024/2025 gra w klasie B w grupie Radom I

## Odległości
- Dęblin – 3 km, Kozienice – 19 km, Radom – 48 km, Lublin – 62 km, Warszawa – 95 km